# Beddingsconstante
Een beddingsconstante is een maat voor de zakking van een funderingselement ten gevolge van de kracht die op het funderingselement wordt uitgeoefend. De beddingsconstante wordt gebruikt bij het maken van constructieberekeningen.
De beddingsconstante {\displaystyle k} is bij funderingsstroken gelijk aan:
{\displaystyle k={\frac {Q}{u}}} (eenheid: N/m2)
waarin {\displaystyle \;{Q}} gelijk is aan de op de kracht per meter lengte, uitgeoefend op de fundering
en {\displaystyle \;{u}} gelijk is aan de zetting van deze fundering, ten gevolge van deze kracht.
De beddingsconstante {\displaystyle k} is bij funderingsplaten gelijk aan:
{\displaystyle k={\frac {p}{u}}} (eenheid: N/m3)
waarin {\displaystyle \;{p}} gelijk is aan de op de kracht per oppervlakte, uitgeoefend op de fundering
en {\displaystyle \;{u}} gelijk is aan de zetting van deze fundering, ten gevolge van deze kracht.
De ondergrond is te beschouwen als een veer en de stijfheid van die veer is de beddingsconstante, waarin de kracht en de indrukking van de ondergrond aan elkaar gerelateerd zijn.
De beddingsconstante is in de bouw een belangrijke eigenschap voor de stijfheid van de ondergrond. Er wordt daarom vaak naar gevraagd door opdrachtgevers en aannemers. Vaak wordt de beddingsconstante gebruikt voor controle van de verdichting van een funderingslaag, bijvoorbeeld menggranulaat. Deze dient dan aan een bepaalde waarde te voldoen voordat er asfalt aangebracht kan worden. Is de funderingslaag niet goed genoeg verdicht, dan kunnen er ongelijke zettingen van het asfalt optreden waardoor er beschadigingen van wegdek kunnen optreden.
Daarnaast wordt de beddingsconstante weleens gebruikt bij het hijsen van erg zware lasten. Dan wordt voor de locatie van de kraan getest of de ondergrond wel stijf genoeg is om het gewicht te kunnen dragen, zonder dat er gevaarlijke zakkingen optreden. 
Het bepalen van de beddingsconstante kan onder andere door de plaatdrukproef en de CBR-proef.